# فايرستون (كولورادو)
فايرستون (بالإنجليزية: Firestone, Colorado)‏ هي بلدة تقع في مقاطعة ويلد، كولورادو بولاية كولورادو في الولايات المتحدة. تبلغ مساحتها 26.9 (كم²)، وترتفع عن سطح البحر 1515 م، بلغ عدد سكانها 10147 نسمة في عام 2010 حسب إحصاء مكتب تعداد الولايات المتحدة وتصل الكثافة السكانية فيها 377.2 نسمة/كم2.

## وصلات خارجية
- Town of Firestone
- The US50 - Cities and Towns in Colorado State
- Colorado Cities and Towns, Facts, Map, Flag, Colleges, Government, and More